# Lufthansa-Airport-Express

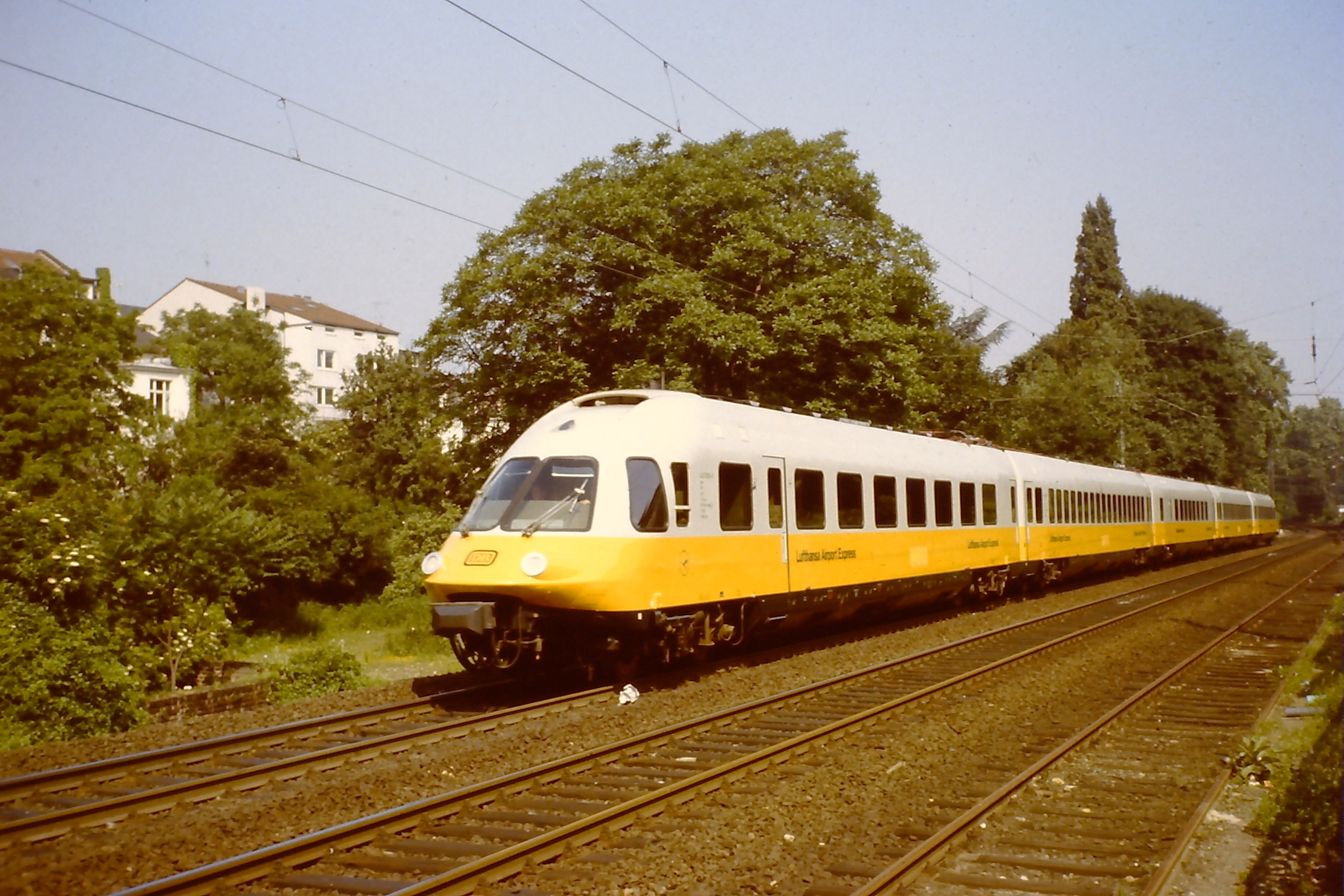
Triebwagen der Baureihe 403 als Lufthansa-Airport-Express

Der Lufthansa-Airport-Express, kurz LHA, war ein von 1982 bis 1993 durch die Fluggesellschaft Lufthansa (LH) und die Deutsche Bundesbahn (DB) gemeinsam eingesetzter Zug des Schienenpersonenfernverkehrs. Er diente als Ersatz für Kurzstreckenflüge auf den Verbindungen von Düsseldorf und Stuttgart zum Flughafen Frankfurt Main.

## Konzeption

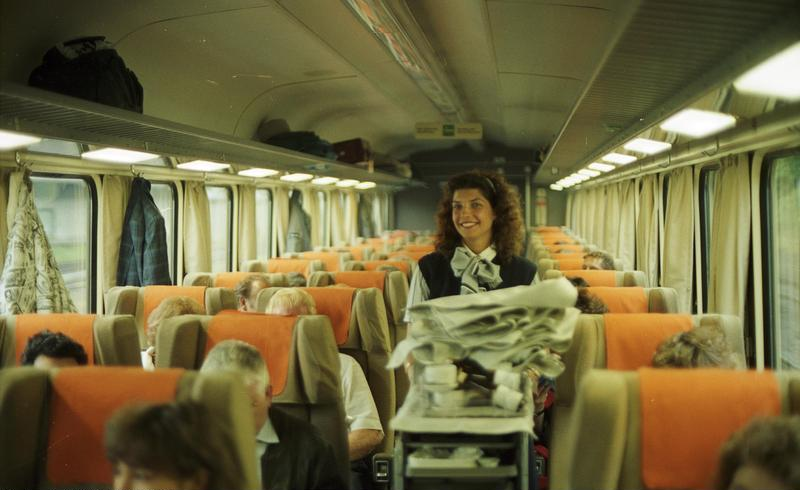
Lufthansa-Stewardess beim Catering im Zug, deutlich zu erkennen die Inneneinrichtung im Corporate Design der Fluggesellschaft

Der Lufthansa-Airport-Express wurde auf Bestreben des deutschen Verkehrsministeriums eingerichtet. Wesentliches Ziel des Konzepts war es, durch die Verlagerung von Kurzstreckenflügen bis 300 Kilometer Entfernung Flughafenkapazitäten für Langstreckenflüge freizusetzen und gleichzeitig die Umwelt zu schonen.
Obwohl die Ausstattung und das Design der Züge eher dem Lufthansa-Standard der Business Class entsprachen – zum Einsatz kamen ausschließlich ehemalige Fahrzeuge der ersten Wagenklasse – mussten die LHA-Passagiere nur den günstigeren Economy-Tarif entrichten. Die Züge verkehrten dabei sowohl unter einer Zugnummer als auch unter einer Lufthansa-Flugnummer, das Gepäck wurde direkt zu den Anschlussflügen durchgecheckt. Der Lufthansa-Airport-Express durfte nur mit Flugtickets benutzt werden, wobei – wie im Flugverkehr – eine Zubringervereinbarung mit Condor Flugdienst bestand und im Zuge des Interlining auch Fluggäste anderer Fluggesellschaften die Züge nutzen konnten.
Im Jahr ersetzten die Züge etwa 3000 Kurzstreckenflüge. Allein im letzten Betriebsjahr, 1992, nutzten 270.000 Passagiere die Züge. Im direkten Bezug auf den LHA wurde ferner der Werbeslogan Reisen auf Flughöhe Null zum geflügelten Wort für schnelle und komfortable Zugverbindungen.
Triebfahrzeugführer und Zugführer wurden durch die Deutsche Bundesbahn gestellt, das Servicepersonal von der Lufthansa.

## Geschichte

### Erste Verbindung von Düsseldorf nach Frankfurt

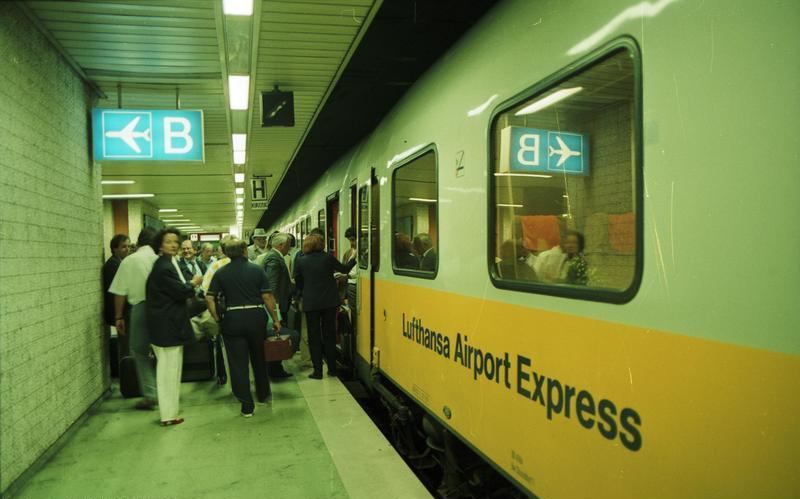
Lufthansa-Airport-Express im Frankfurter Flughafenbahnhof

Ab dem 28. März 1982 wurden die Elektrotriebzüge der Baureihe 403 als Lufthansa-Airport-Express eingesetzt, sie fuhren fortan im Auftrag und in Lackierung der Lufthansa. Die Züge verkehrten viermal täglich je Richtung zwischen dem Düsseldorfer Hauptbahnhof und dem Flughafen Frankfurt Main, hierfür wurden zwei Umläufe benötigt. Zwischenhalte erfolgten in Köln-Deutz, Köln Hauptbahnhof und Bonn Hauptbahnhof. Betrieblich waren sie bis zum Fahrplanwechsel am 28. Mai 1988 als Trans Europ Express (TEE) eingestuft, damals verschwand diese Zuggattung endgültig aus dem deutschen Bahnverkehr, danach als Intercity: 
- TEE 61/62, ab Sommerfahrplan 1986: TEE 1001/1002, ab Sommerfahrplan 1988: IC 1001/1002 (Flugnummer: LH 1001/1002)
- TEE 63/64, ab Sommerfahrplan 1986: TEE 1003/1004, ab Sommerfahrplan 1988: IC 1003/1004 (Flugnummer: LH 1003/1004)
- TEE 65/66, ab Sommerfahrplan 1986: TEE 1005/1006, ab Sommerfahrplan 1988: IC 1005/1006 (Flugnummer: LH 1005/1006)
- TEE 67/68, ab Sommerfahrplan 1986: TEE 1007/1008, ab Sommerfahrplan 1988: IC 1007/1008 (Flugnummer: LH 1007/1008)

Nach einem Betriebsjahr war der Weiterbetrieb der Züge zum 1. April 1983 gefährdet, nachdem die Bundesbahn die jährlich der Lufthansa für die Züge in Rechnung gestellte Miete zu diesem Stichtag von acht auf elf Millionen D-Mark pro Jahr erhöhen wollte. Der bisherige Preis habe laut Angaben der Deutschen Bundesbahn kaum die Selbstkosten gedeckt.
Am 27. März 1983 wurde die Verbindung bis zum Flughafen Düsseldorf verlängert, bei weiterhin vier täglichen Zugpaaren über die Gesamtstrecke. Neue Endstation war fortan der unterirdische Düsseldorfer Flughafenbahnhof, der Düsseldorfer Hauptbahnhof wurde zum Zwischenhalt. Ende 1983 verlängerten Bundesbahn und Lufthansa die Kooperation um zwei weitere Jahre, bis Frühjahr 1986.
Insgesamt standen je Einheit 171 Sitzplätze zur Verfügung, nach einem 1988 erfolgten Umbau reduzierte sich die Kapazität auf 151 Sitzplätze. Die durchschnittliche Auslastung der Züge lag in den ersten drei Wochen im Oktober 1983 bei 80 Reisenden pro Zug, gegenüber 30 Reisenden je Zug im Vorjahreszeitraum. Für eine wirtschaftliche Betriebsführung reichten der Lufthansa 30 bis 35 pro Tag aus. Die Pünktlichkeit am Zielbahnhof lag in den ersten 18 Betriebsmonaten bei rund 90 Prozent. Besonders beliebt war der LHA dabei bei Reisenden aus Übersee, sie schätzten vor allem die landschaftlich reizvolle Fahrt auf der linken Rheinstrecke, wobei teilweise das Nadelöhr Mainz Hauptbahnhof und die beiden Tunnel durch Nutzung der Umgehungsbahn Mainz umfahren wurde.
1988 wurden am Flughafenbahnhof Frankfurt rund 235.000 Ein- und Aussteiger des Lufthansa-Airport-Express gezählt.

### Zweite Verbindung von Stuttgart nach Frankfurt

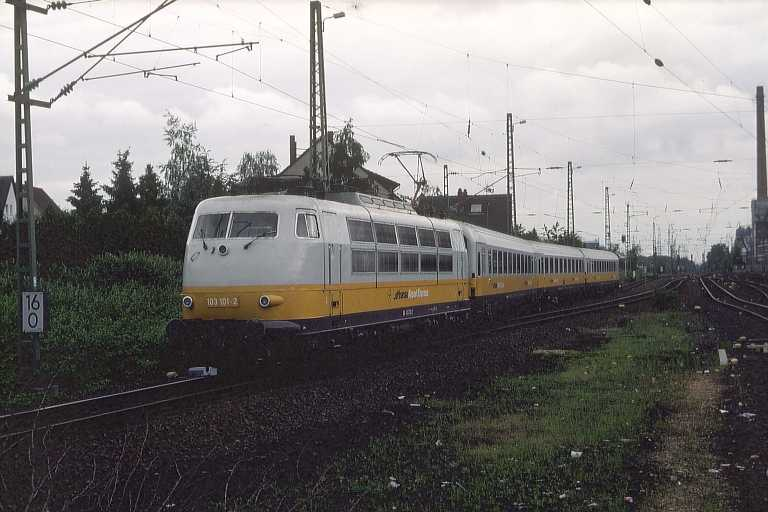
Lufthansa-Airport-Express mit der Baureihe 103

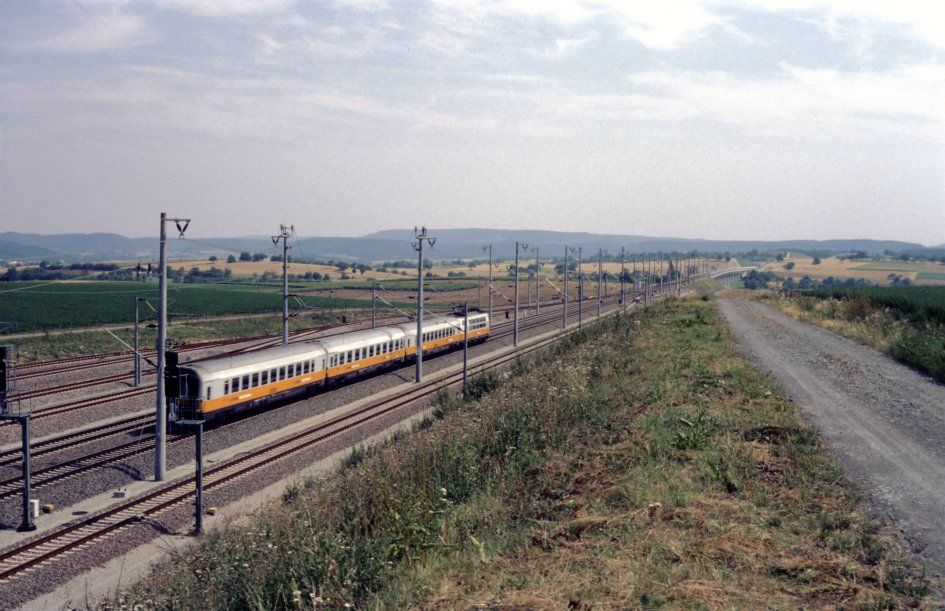
Lufthansa-Airport-Express auf der Schnellfahrstrecke von Mannheim nach Stuttgart

Mangels weiterer geeigneter Triebzüge wurden für die zweite Strecke des Lufthansa-Airport-Express konventionelle Wagenzüge verwendet, sie bestanden aus einer Lokomotive der Baureihe 111 und drei Abteilwagen der Eurofimabauart (Gattung Avmz 207). Diese Wagen waren damals circa zehn Jahre alt und waren zuvor als Wagen der 1. Klasse in Intercity-Zügen der Deutschen Bundesbahn zum Einsatz gekommen. Die neue Verbindung wurde mit einer Garnitur bedient, hierzu wurden neben der Lokomotive (111 049-3) insgesamt vier Wagen (drei für die planmäßige Garnitur und einer als Reservewagen) in die Farben der Lufthansa umlackiert. Durch das zwischenzeitlich eingeführte DB-Produktfarben-Schema verwendete man als graue Farbe nun allerdings RAL 7035 Lichtgrau anstatt RAL 7032 Kieselgrau wie noch bei der Baureihe 403. Außerdem wurden die vier Wagen im Ausbesserungswerk Krefeld-Oppum für den neuen Einsatzzweck umgebaut, dabei wurden die äußeren beiden der vormals neun Abteile entfernt und durch eine Galley sowie ein Gepäckabteil ersetzt. Nach dem Umbau hatte jeder der vier Wagen nur noch 42 Sitzplätze (zuvor 54) verteilt auf sieben Sechser-Abteile. Der gesamte Zug bot somit insgesamt 126 Passagieren Platz, eine Unterscheidung nach Buchungsklassen beziehungsweise Wagenklassen gab es auch auf der Südroute nicht.
Die Höchstgeschwindigkeit des lokomotivbespannten Lufthansa-Airport-Express betrug 160 km/h (bedingt durch das eingesetzte Triebfahrzeug der Baureihe 111), eine höhere Geschwindigkeit war angesichts der damals noch nicht eröffneten Schnellfahrstrecke Mannheim–Stuttgart für diese Verbindung aber auch nicht notwendig. Angeboten wurden zunächst täglich zwei Zugpaare, die Fahrzeit betrug zwei Stunden. Zwischenhalte gab es im Gegensatz zur Nordroute auf der Südroute keine.
Auch die im Mai 1990 eingeführte LHA-Verbindung Stuttgart–Frankfurt Flughafen stieß auf hohe Nachfrage, so dass die Entscheidung fiel, das Fahrplanangebot bei Inbetriebnahme der Schnellfahrstrecke Mannheim–Stuttgart im Juni 1991 von bisher zwei auf insgesamt vier tägliche Zugpaare auszuweiten. Insbesondere sollten die verkürzten Fahrzeiten auf jetzt nur noch 90 Minuten einen weiteren Attraktivitätsschub für diese zweite Route des Lufthansa-Airport-Expresses auslösen. Zudem war es auch weiterhin möglich, die vier Zugfahrten je Richtung mit nur einer Zuggarnitur zu fahren.
Jedoch konnten wegen der höheren Geschwindigkeit und der Druckproblematik in den zahlreichen Tunnels der Neubaustrecke die bisherigen Fahrzeuge nicht mehr verwendet werden. Es wurde deshalb neues Rollmaterial aus dem Bestand der Deutschen Bundesbahn adaptiert, die Lokomotive der Baureihe 111 wurde durch eine schnellere Maschine der Baureihe 103 (200 km/h statt bisher nur 160 km/h) ersetzt, hierfür wurde die 103 101-2 in die Farben der Lufthansa umlackiert, die bisher verwendeten Wagen wurden wieder in den Ursprungszustand versetzt und kehrten in den regulären Intercity-Dienst zurück.
Für den neuen Zug ab Juni 1991 wurden Intercity-Abteilwagen der Eurofima-Bauart umgebaut, diesmal jedoch drei Wagen der Gattung Avmz 107, die zuvor bereits für den Intercity-Dienst auf Neubaustrecken druckertüchtigt worden waren. Ihr Umbau war jedoch wesentlich umfangreicher als bei den 1989 umgebauten Exemplaren. Es wurden wiederum die beiden außenliegenden Abteile zugunsten eines Gepäckabteils und einer Galley aufgegeben, darüber hinaus wurde jedoch auch die Abteilstruktur des Spenderwagens durch Wanddurchbrüche etwas aufgelockert. Es entstand eine Mischung aus Abteilwagen und Großraumwagen mit zwei sogenannten Großabteilen (eines mit 15 und eines mit 10 Plätzen) und zwei klassischen Abteilen, welche jedoch nur noch fünf Sitzplätze hatten. Die drei derart umgebauten Wagen wurden jetzt als Typ Avmz 106 bezeichnet und hatten fortan nur noch 35 Sitzplätze (gegenüber 54 beim Spenderwagen). Zur Verwendung kamen dabei neue Sitze, welche weitgehend denen der ersten ICE-Generation entsprachen. Zusätzlich zu den drei Abteilwagen wurden außerdem vier Großraumwagen 2. Klasse des ebenfalls druckertüchtigten Typs Bpmz 293.2 für den Lufthansa-Airport-Express umgebaut, sie boten nunmehr 39 Passagieren Platz und wurden als Bpmz 296 bezeichnet.
In der Regel wurden die Züge mit einem Avmz und zwei Bpmz gefahren. Da die Wendezeit in Stuttgart recht kurz und eine Versorgung der Wagen nicht möglich war, wurden die Garnituren im Bahnhof ausgetauscht. Der ankommende Zug fuhr an die bereits im Gleis bereitstehenden Wagen heran. Während die Lok an diese neue Garnitur angekuppelt wurde, wurde die ankommende abgezogen, so dass das Gleis zur Ausfahrt frei war.
Die 1991 erfolgte Ausweitung des Angebots war erfolgreich, monatlich wurden rund 11.000 Reisende befördert. Zum Sommerfahrplan 1992 konnte die Fahrzeit Stuttgart–Frankfurt Flughafen erneut verkürzt werden, sie sank von 90 auf 85 Minuten.

### Einstellung des Betriebs
Aufgrund von Korrosionsschäden an den Fahrzeugen der Strecke Düsseldorf–Frankfurt sowie der zunehmenden Konkurrenz durch den Intercity-Express (ICE) der Deutschen Bundesbahn auf der Strecke Stuttgart–Frankfurt zog sich die Lufthansa jedoch in der ersten Hälfte der 1990er Jahre nach knapp zehn Jahren wieder vom Schienenverkehrssektor zurück.
Trotz niedrigerer Betriebskosten (als vergleichbare Kurzstreckenflüge) und hoher Fahrgastzahlen wurde der Lufthansa-Airport-Express am 23. Mai 1993 eingestellt. Als Grund für die Einstellung gilt zudem, dass die Züge in den auf kurze Reisezeiten zugeschnittenen Reservierungssystemen der Reisebüros hinten auftauchten und der Verkauf dadurch erschwert wurde. Gleichzeitig stand das Angebot zu dem später eingeführten Rail&Fly in Konkurrenz, das mit dichteren Takten und viel mehr Zielen eine viel größere Flexibilität als die jeweils viermal täglich zu zwei Zielen verkehrenden Airport-Express-Züge boten.

### Fahrzeugeinsatz
| Baureihe            | Beginn Einsatz | Ende Einsatz |
| ------------------- | -------------- | ------------ |
| 403                 | März 1982      | Mai 1993     |
| 111 049             | Mai 1990       | Oktober 1991 |
| Avmz 206            | Mai 1990       | Oktober 1991 |
| 103 101             | Mai 1991       | Mai 1993     |
| Avmz 106 & Bpmz 296 | Mai 1991       | Mai 1993     |

### Nachfolge

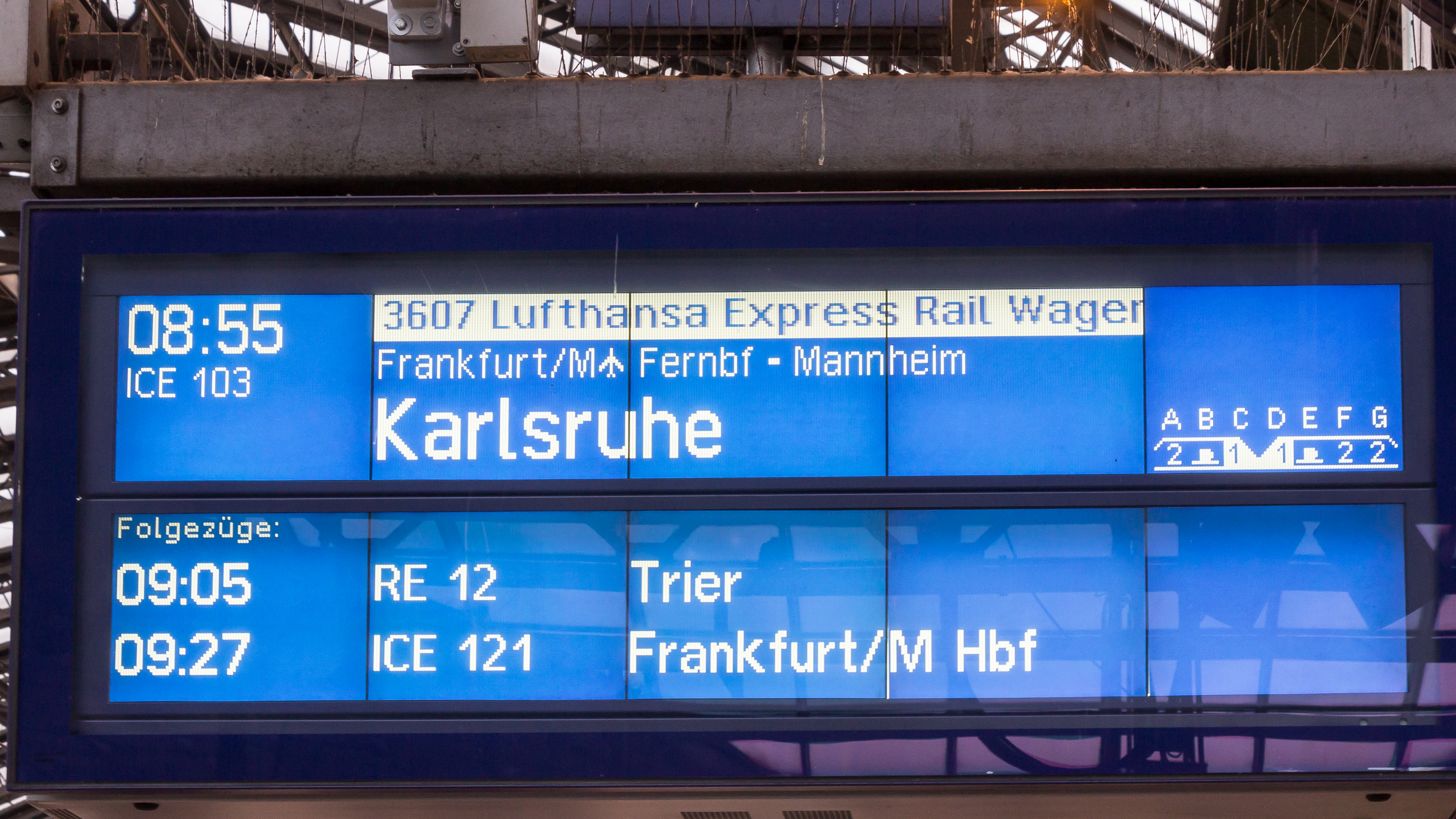
Zugzielanzeiger im Kölner Hbf für den ICE 103 mit Hinweis auf den Lufthansa Express Rail Wagen

An Stelle der Airport-Express-Züge traten zunächst spezielle Erste-Klasse-Kontingente an Bord von EuroCity beziehungsweise Intercity-Zügen, die über den Frankfurter Flughafen verkehrten. Als Nachfolgeprojekt werden seit 1993 und noch bis heute von der Lufthansa spezielle Sitzplätze in regulären ICE-Zügen zwischen Köln, Frankfurt und Stuttgart vorgehalten, diese Kooperation mit der Deutschen Bahn AG wird unter dem Namen AIRail vermarktet und basiert auf dem Codesharing-Prinzip.
Auf der Relation Frankfurt–Stuttgart verkehrten die bisherigen Züge unter DB-Regie und dem Namen Airport-Express weiter, mit verlängerter Wendezeit in Stuttgart, so dass eine Garnitur mit vier Wagen ausreichte. 1995 wurde das Angebot auf zwei Zugpaare reduziert und im Oktober 1995 ganz eingestellt.
Die Wagen der zweiten Verbindung wurden Mitte der 1990er Jahre für den Touristikzug umgebaut und werden heute wieder in Intercity-Zügen eingesetzt.

### Sonstiges
Am Frankfurter Flughafen fuhren die Züge vom heutigen Regionalbahnhof. Der Flughafenbahnhof wurde dafür extra als Terminal E bezeichnet und in die Wegweiser im Flughafenbereich aufgenommen. Mit der Aufgabe des Betriebes entfiel diese Terminalbezeichnung, heute bezeichnet E einen der beiden Bereiche im Terminal 2.